# Archaeopsylla erinacei
Puce du hérisson
Espèce
Archaeopsylla erinacei, la Puce du hérisson est une espèce d'insectes de l'ordre des Siphonaptera, les puces, et de la famille des Pulicidae. Massivement présente sur les hérissons européens, Nord-africains et moyen-orientaux dont les adultes se nourrissent du sang, cette puce se retrouve également chez d'autres carnivores sauvages et domestiques. D'un point de vue dermatologique, son impact parasitaire sur le hérisson reste négligeable. Néanmoins, l'espèce est un vecteur de maladies bactériennes potentiellement problématiques du point de vue de la santé des animaux domestiques et des humains.

## Détermination

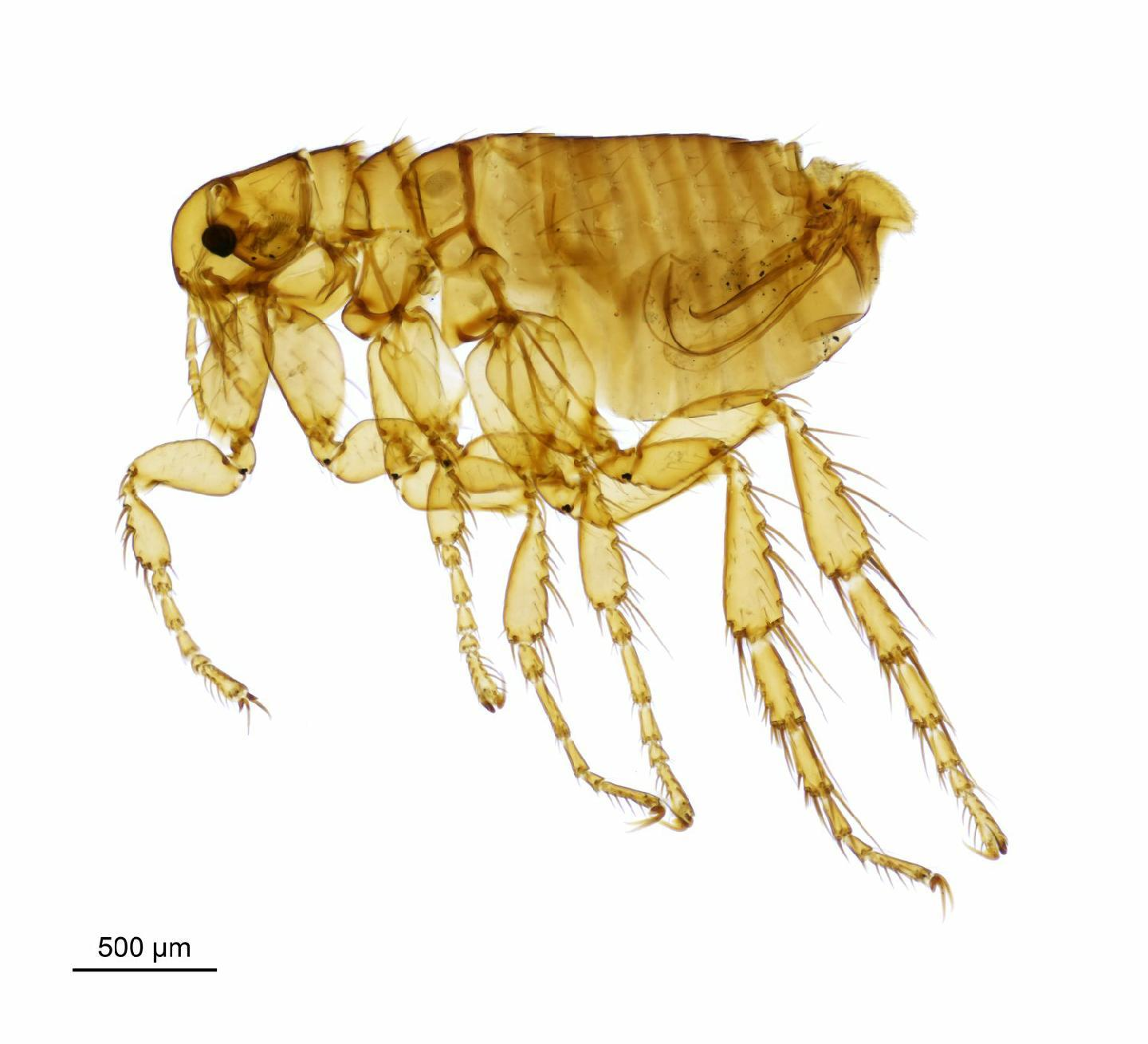
Archaeopsylla erinacei mâle. Ses tubes séminifères sont visibles à l'arrière de son abdomen.

Cette puce se détermine grâce au nombre de ses épines situées sur la partie dorsale de l'avant du thorax nommée « cténidie prothoracique », par la présence d'une épine à l’extrémité postérieure de la fossette où naît l'antenne ainsi que par les deux ou trois épines coniques situées sur les joues, nommée « cténidie céphalique ».
Le mâle se différencie de la femelle par la présence de tubes séminifères à l'arrière de l'abdomen tandis que la femelle se distingue par la présence d'un orifice sexuel.

## Cycle de vie
Archaeopsylla erinacei a besoin d'un hôte unique pour accomplir son cycle de vie qui est alors dit cycle monoxène. 
Les imagos se nourrissent du sang de leur hôte (hématophagie) et s'y reproduisent. La femelle pond ensuite ses œufs dans le nid, dont naissent des larves qui se nourrissent à partir de débris organiques et des excréments des adultes constitué de sang prédigéré. Au sein du nid, elles ont tendance à fuir la lumière et à se retrouver profondément enfouies dans des crevasses. Les larves se nymphosent sous la forme de pupes (espèce holométabole), un stade dans lequel elles peuvent rester en quiescence plusieurs mois dans l'attente de la chaleur corporelle de leur hôte qui stimule l'éclosion et l’émergence des imagos qui infestent dans la foulée leur réveilleur,. 

## Espèces hôtes

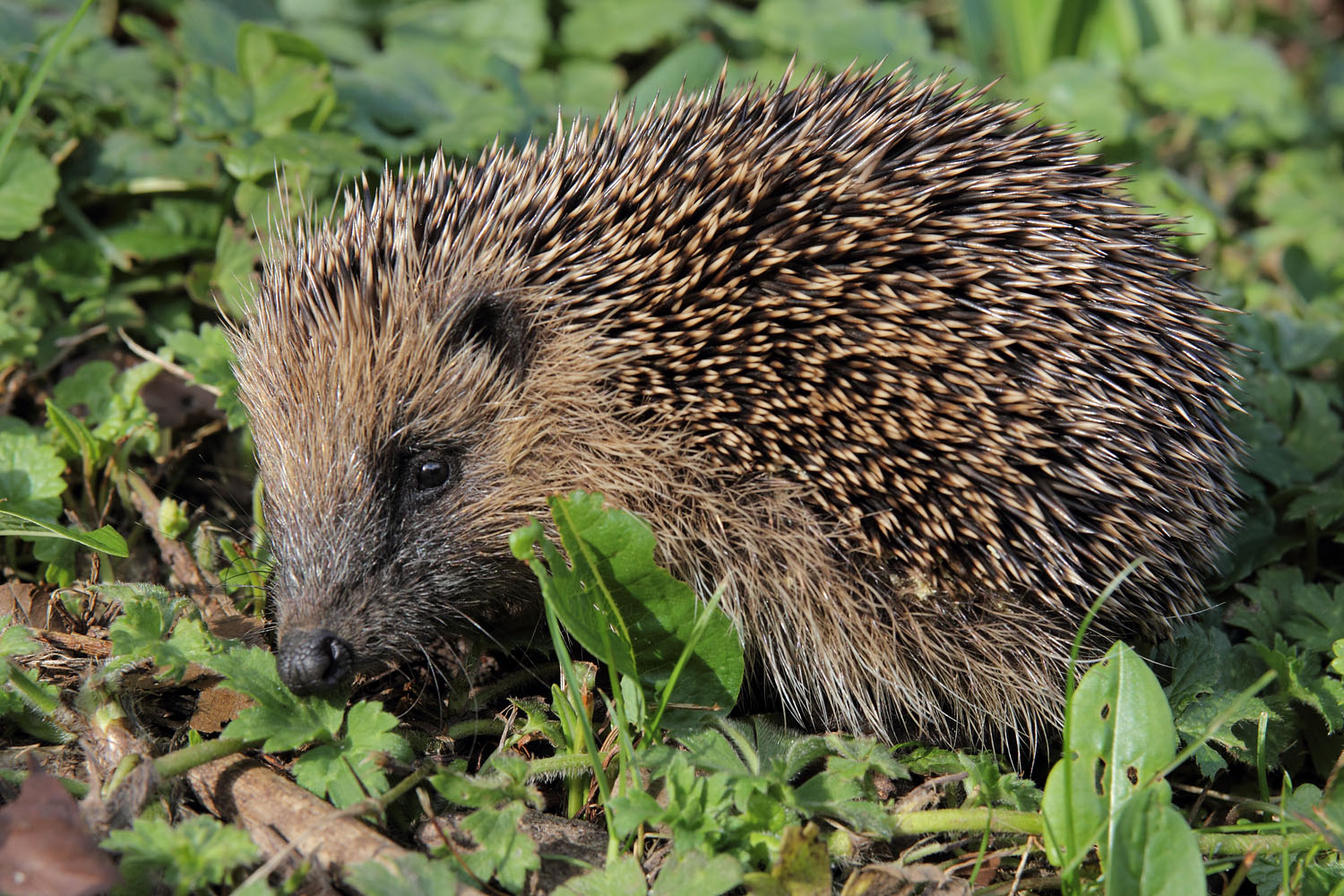
Hérisson européen

Archaeopsylla erinacei a pour hôtes principaux les hérissons européens, Nord-africains et moyen-orientaux ; notamment le Hérisson d’Europe, le Hérisson de Roumanie, le Hérisson d’Europe Orientale, le Hérisson d’Algérie et le Hérisson du Désert. Mais elle se retrouve également souvent chez d'autres carnivores comme les chiens et les chats ainsi que le Renard Roux, la Fouine et la Martre des Pins. Enfin, cette puce peut dans de rares occasions se retrouver chez l’être humain.

## Prévalence
La présence d'Archaeopsylla erinacei sur le Hérisson d’Europe est élevée. La moitié à la quasi-totalité des hérissons étudiés est infestée par cette puce qui est généralement l'unique espèce rencontrée. Dans quelques cas, seule Ctenocephalides felis est l'agent infestant tandis que dans d'autres, il existe une co-infestation entre ces deux espèces et Ceratophyllus gallinae. La quantité de puces sur le corps de l'hôte augmente au printemps et diminue à la fin de l'automne.
La présence d'Archaeopsylla erinacei sur les autres carnivores est plus faible, mais constitue tout de même l'espèce la plus prévalente après Ctenocephalides felis chez le chien et le chat. Dans une étude allemande de 2001, 20% des puces déterminées concernaient A. erinacei chez le chien contre 10% chez le chat et 80% chez le hérisson. Cependant, cette infestation chez les animaux domestiques pourrait être accidentelle et temporaire ne pas donner lieu à des repas sanguins.

## Impact parasitaire
Chaque imago ingère en moyenne jusqu’à 13,6 μL de sang par jour, ce qui engendre lors d'infestations massives une captation importante pouvant être à l'origine d'anémies chroniques qui peuvent à leur tour influencer le taux de survie des mammifères.
D'un point de vue dermatologique, les infestations de puces entraînent chez les animaux domestiques des dommages légers à lourds comme des croûtes, des desquamation, des lichénification ou des alopécie qui ne se retrouvent pas chez le hérisson. Chez cet animal, ces dommages sont imputés à d’autres parasitoses cutanées causées par des acariens psoriques ou des dermatophytes.

## Vecteur d'agents pathogènes
Plusieurs agents infectieux ont été isolés de puces Archaeopsylla erinacei récoltées sur des hérissons comme Bartonella henselae, Bartonella clarridgeiae et Bartonella elizabethae ainsi que des bactéries des genres Hemoplasma, etRickettsia, plus particulièrement Rickettsia felis et de Rickettsia helvetica,. Enfin, la puce est également vectrice de l'acarien Caparinia tripilis, l'un des agents de gale principaux des hérissons,. 
Les espèces pathogènes les plus problématiques pour l'humain sont Bartonella henselae et Rickettsia felis. Cette dernière provoque une zoonose nommée rickettsiose dont la gravité chez l'humain est variable,.

## Hyperparasitisme
Quelques espèces de bactéries du genre Wolbachia sont endosymbiontes et hyperparasites de cette puce. Leur usage permettrait de développer une méthode biologique pour son contrôle

## Sous-espèces
Liste des sous-espèces selon GBIF (20 juin 2022) :
- Archaeopsylla erinacei subsp. erinacei
- Archaeopsylla erinacei subsp. maura Jordan & Rothschild, 1912

## Synonymes
Archaeopsylla erinacei a pour synonymes :
- Archaeopsylla gliris (Dale, 1878)
- Archaeopsylla polymorphus Weiss, 1920
- Metapsylla cuspidata (Kolenati, 1863)
- Metapsylla gliris (Dale, 1878)
- Metapsylla metallescens (Kolenati, 1856)
- Metapsylla polymorphus (Weiss, 1920)
- Pulex erinacei Bouché, 1835 (protonyme)